# 空気調和・衛生工学会設備士
空気調和・衛生工学会設備士（くうきちょうわ・えいせいこうがくかいせつびし）は、空気調和・衛生工学会が実施する設備士資格検定試験に合格した者の称号である。
合格者は2年の実務経験により国家資格である建築設備士の受験資格が得られる。

## 概要
本試験制度は、空気調和および給排水衛生設備にかかわる方の、技術者としての基礎的・専門的な技術・知識の習得度を判定する試験で、空気調和・給排水衛生設備にかかわる技術者の育成とこれに基づく技術の向上を目的としている。
昭和31年(第1次)より毎年1回実施されており、累計41,000名以上の合格者がいる。
本試験の合格者は、実務経験により建築設備士試験の受験資格を得ることが可能になっている（建築設備士の取得者は一級建築士試験の受験資格が得られる。登録は実務経験必要）。

## 受験資格
必要学歴と実務経験
(イ)大学理科系課程：卒業後満0年 
(ロ)短期大学・高等専門学校理科系課程：卒業後満1年以上 
(ハ)A．高等学校理科・工業系課程：卒業後満4年以上
　　B．高等学校建築設備系：卒業後満3年以上
(ニ)満18歳以上で7年以上
(ホ)建築系専門学校などの認定校：卒業後満1年以上

## 試験
11月下旬ごろに東京、大阪、名古屋、札幌、仙台、新潟、広島、福岡、那覇の９会場で試験が行われる。
合計点が合格基準点以上で合格となる。

## 資格者数
約41000人(平成30年現在)